# Älggi-Alp

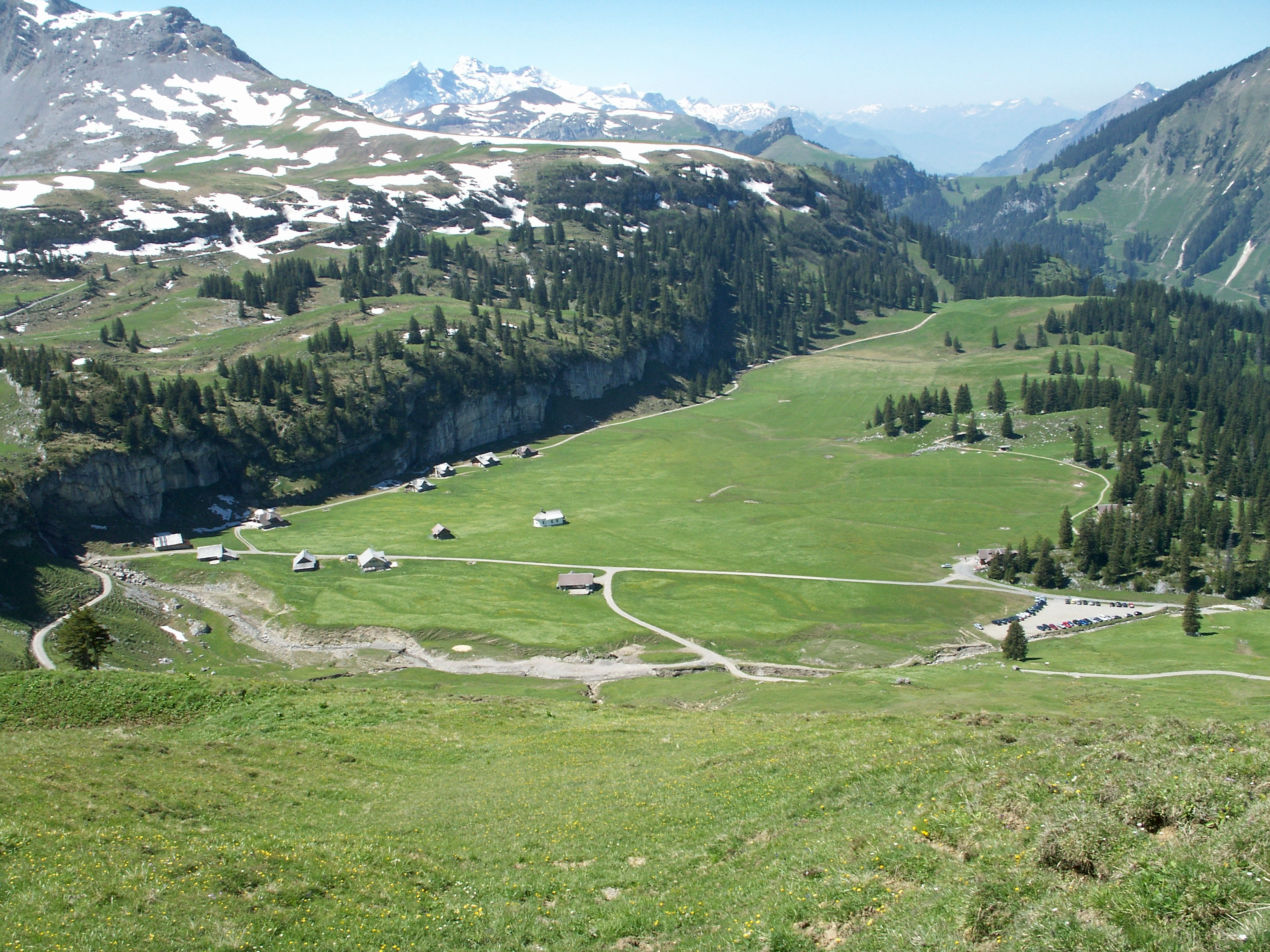
Älggi-Alp mit geografischem Mittelpunkt der Schweiz

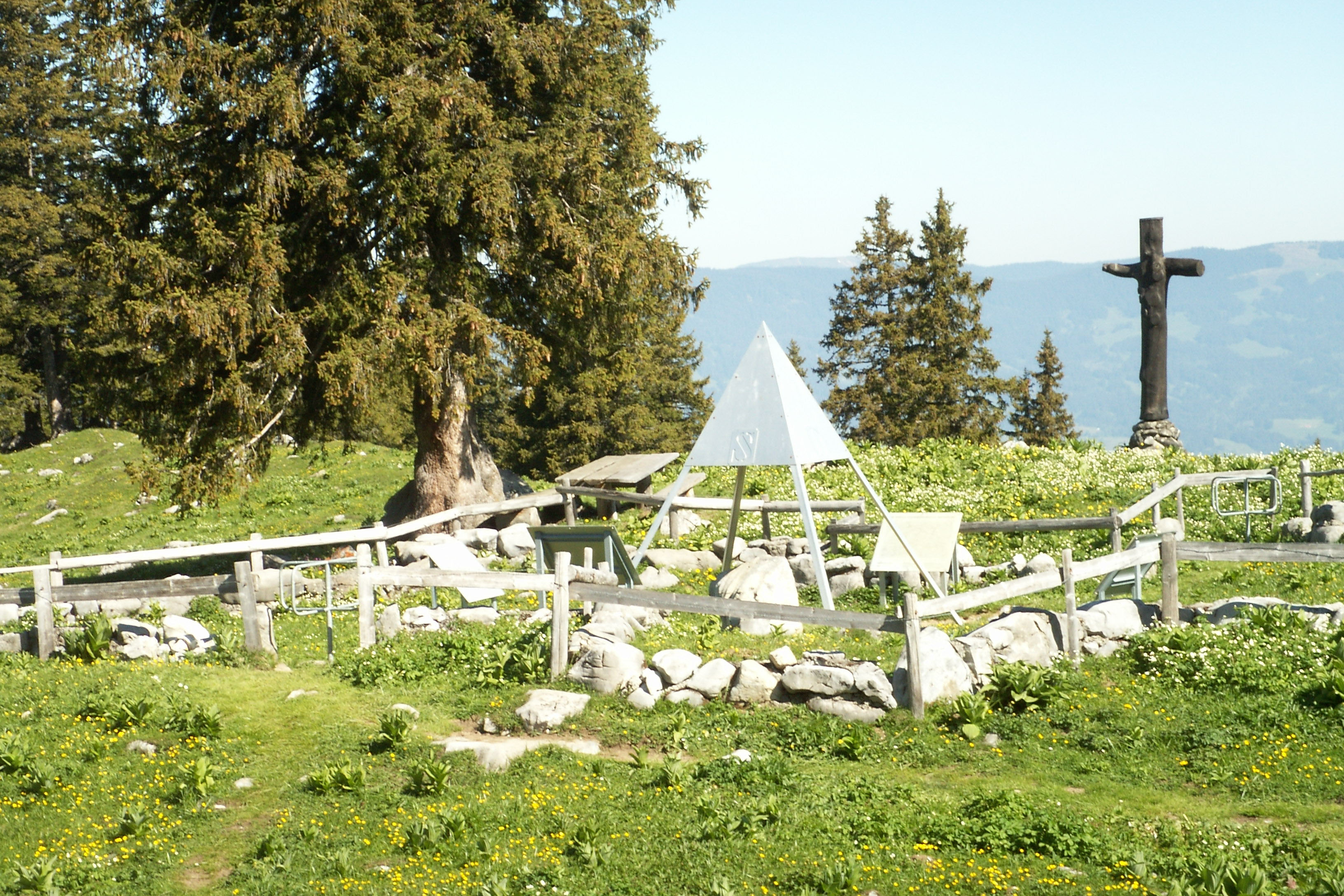
Geografischer Mittelpunkt der Schweiz (2006)

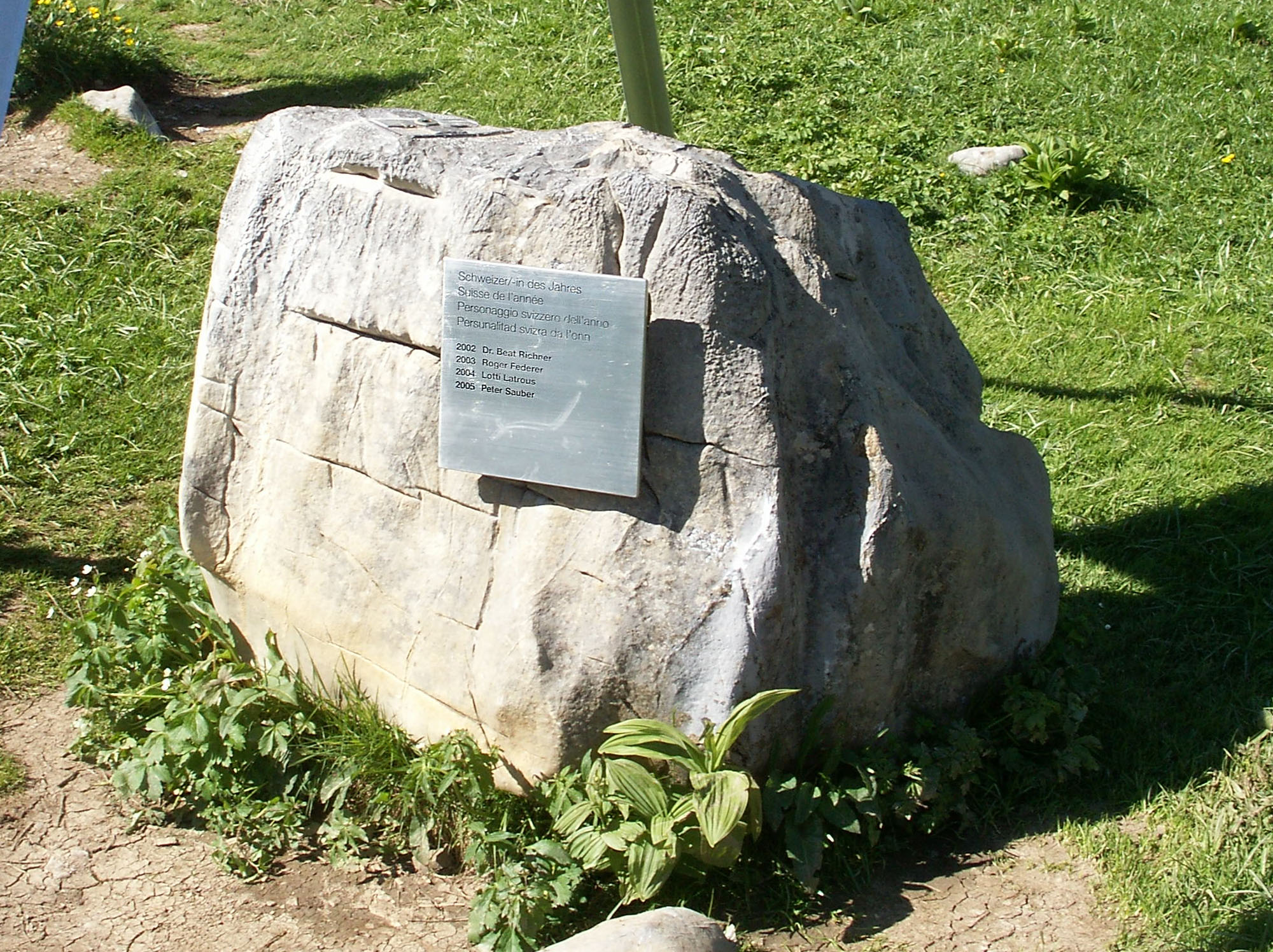
Stein und «Schweizer des Jahres»-Tafel beim Mittelpunkt der Schweiz

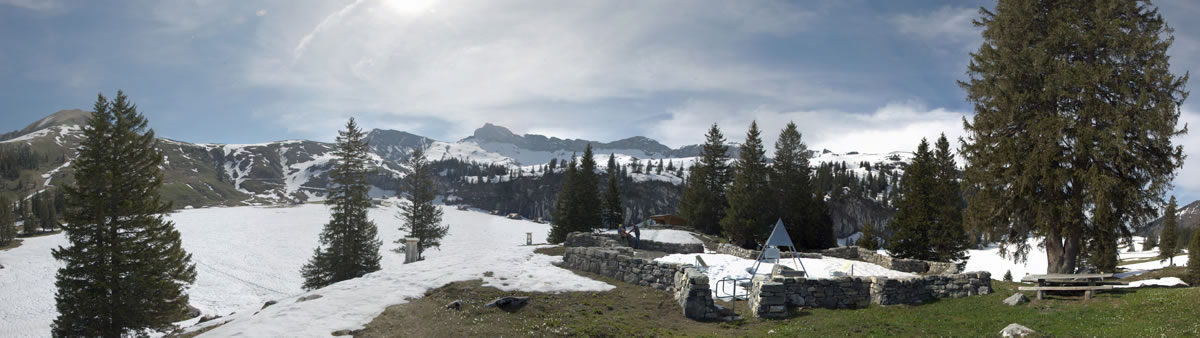
Steinmauer rund um den Mittelpunkt der Schweiz (Mai 2008)

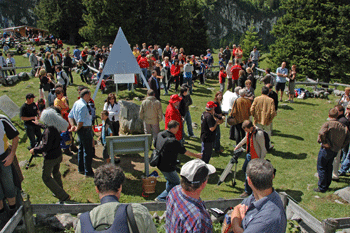
Feier zum Schweizer des Jahres 2007 am Mittelpunkt der Schweiz

Die Älggi-Alp ist die grösste Alp der Gemeinde Sachseln im Kanton Obwalden in der Schweiz. Sie wird kurz als  Älggi (dem Flurnamen entsprechend) bezeichnet, daneben gibt es auch die (veralteten) Schreibweisen Aelggi bzw. Aelggi-Alp. Auf der Alp befindet sich der geografische Mittelpunkt der Schweiz.

## Lage und Situation
Die Älggi-Alp liegt auf eine Höhe von 1645 m ü. M. im südlichen Gebiet der Gemeinde Sachseln. Das ehemals versumpfte Hochtal ist in Richtung Südosten begrenzt durch ein Halbrund aus den Gipfeln Seefeldstock (2129 m ü. M.), Chli Haupt und Brünig-Haupt (2312 m ü. M.), dem Schnidengrätli (2114 m ü. M.) und dem Schindelegg. Mehrere Alphütten, das Berggasthaus Aelggialp und die Älggi-Kapelle (Kapelle der Heiligen Anna) stehen verstreut auf dem Plateau, umgeben von weitläufigen Hangweiden. Die Innenausstattung der Kapelle stammt von dem Sachsler Künstler Alois Spichtig.
Die Älggi-Alp gehört der Korporation Sachseln. Unter den nutzungsberechtigten Korporationsbürgern werden die Weiderechte alle 12 Jahre verlost. Der Name «Älggi» leitet sich ab von Gau, was Ebene oder Flachland bedeutet. Der vordere Teil des Namens könnte eine Abkürzung von Alp oder Allmende sein.
Südlich (oberhalp) der Älggi-Alp liegt das Sachsler Seefeld mit dem Seefeldsee, in dem Forellen, Saiblinge, Namaycush und Trüschen gefischt werden. Von der Älggi-Alp fliesst der Älggibach in nordwestliche Richtung ins Kleine Melchtal und die dort fliessende Kleine Melchaa. Etwas unterhalp der Alp liegt die Alp Chliälggi.

## Mittelpunkt der Schweiz
Auf der Älggi-Alp liegt der geografische Mittelpunkt der Schweiz, der 1988 anlässlich der 150-Jahr-Feier des Bundesamtes für Landestopografie ausgemessen wurde. Dieser liegt auf der Älggi-Alp bei den Koordinaten
660158 / 183640.
Da dieser Punkt schwer zugänglich oberhalb der Felswand von Chli-Älggi liegt, wurde 500 m weiter südöstlich ein öffentlich zugänglicher Stein angebracht. Dieser symbolisiert den Mittelpunkt und hat die Koordinaten 660557 / 183337. An ihm führt der Obwaldner Höhenweg vorbei.
Von 2003 bis 2015 wurde an diesem Punkt alljährlich der Schweizer des Jahres geehrt und der Name auf der vorhandenen Tafel eingraviert.
Am 12. Mai 2009 demontierten Béliers im Zuge des Jurakonflikts die Pyramide über dem symbolischen Mittelpunkt der Schweiz. Sie brachten ihn nach Bellelay, dem Mittelpunkt des Jura, wo die Polizei das Objekt vier Tage später sicherstellte.

## Anreise
Die Älggi-Alp ist via Sachseln mit dem Auto, zu Fuss oder mit dem Mountain-Bike erreichbar. Es kann die Route über Flüeli-Ranft und die Wolfisbergstrasse mit schöner Aussicht ins Tal der Sarner Aa gewählt werden, oder man kann via Edisried die etwas kurvenreichere Strecke wählen. Bei den sogenannten Blatten vereinigen sich die beiden Routen. Ab hier kann die Zugangsstrasse an Wochenenden und Feiertagen nur abwechselnd berg- bzw. talwärts befahren werden. Herauffahren ist dann nur während gerader Stunden erlaubt, das Hinunterfahren hingegen nur während der ungeraden Stunden. Die 6 km lange Fahrt dauert ungefähr 20 Minuten mit dem Auto. Es darf also noch spätestens um beispielsweise 17.40 Uhr hinuntergefahren werden. Danach muss wieder bis zur nächsten ungeraden Stunde gewartet werden.